# Antibolsevista Comité
Az Antibolsevista Comité (Anti Bolsevista Comité ill. Anti-Bolsevista Comité, rövidítve: ABC, korabeli elnevezéssel: (bécsi) Magyar Nemzeti Bizottság) gróf Bethlen István vezetésével Bécsben 1919. április 12-én megalakított ellenforradalmi szervezet. Célja a Tanácsköztársaság megdöntése volt. Kapcsolatban állt az Aradon gróf Károlyi Gyula által alakított ellenforradalmi kormánnyal (Aradi kormány). 1919 május végén gyakorlatilag felbomlott, tagjai közül többen a szegedi ellenforradalmi kormány(ok) tagjai lettek.

## Tagjai
- Legitimisták: Szmrecsányi György, Pallavicini György, Beniczky Ödön, gróf Sigray Antal, gróf Zichy János.
- Keresztény Nemzeti Egyesülés Pártja: gróf Teleki Pál, gróf Ráday Gedeon, Ángyán Béla, gróf Bethlen István, Gömbös Gyula, gróf Schönborn Károly, Gratz Gusztáv.
- Függetlenségiek: gróf Batthyány Tivadar, Hédervári Lehel.
- Keresztény Szociális Gazdasági Párt  Ernszt Sándor [1]

## Tevékenysége
1919 áprilisában egy antant támogatással bíró ellenforradalmi haderő megszervezését tervezték, ám Clemenceau ellenkezése miatt a terv meghíusult. Próbálkoztak a tanácskormány belülről történő megdöntésével is: e tervükkel az éppen Bécsben időző, a Tanácsköztársasággal egyet nem értő szociáldemokrata politikust, Garami Ernőt keresték meg – sikertelenül. Így később önerőből kívánták céljukat elérni. Egyik csoportjuk a Nyugat-Dunántúlon akart akcióba lépni, mások a déli demarkációs vonal menti területeken, ismét mások a francia zónában kívántak tevékenykedni. Ehhez kapcsolódott két nevezetesebb akciójuk, a bankgassei rablás és a brucki puccs.

### A bankgassei rablás
A szervezet működése pénzügyi fedezetének előteremtése végett az ABC képviselői több osztrák bankházzal tárgyaltak, ám az osztrák kormány rosszallása és a fedezet hiánya miatt a tárgyalások nem vezettek eredményre. Ekkor határozták el a bécsi magyar követség kirablását, ahová a tanácskormány – részben élelmiszer-vásárlásra, részben a bécsi forradalom kirobbantására – mintegy 150 millió korona készpénzt küldött. A rablásban valószínűleg a legitimisták és Bethlen csoportja vehetett részt.
Május 2-án éjjel – két követségi alkalmazott információi alapján – magyar katonatiszti csoport hatolt be a bécsi magyar követség épületébe, s lefoglalta az ott tárolt pénzösszeget, sőt egy időre letartóztatott két kiküldöttet: Bolgár Elek követet és Fenyő Andor gazdasági megbízottat. Bár a pénz egy részét (69 millió koronát) a nyomozás során visszajuttatták a bécsi rendőrségre, a megszerzett pénz és az önbizalom újabb akciót tett lehetővé.

### A brucki puccs
A sikeres rablást követően a legitimista csoport (Sigray, Pallavicini, Szmrecsányi) május 6-án Bruck an der Leitha osztrák határállomásról kiindulva, Királyhida közelében, 30-40 tiszttel megkísérelte a behatolást magyar területre. Tervük az volt, hogy innen kiindulva az egész Dunántúlt ellenőrzésük alá vonják. Akciójuk a felkészületlenség és a magyar határrendőrség ellenállása miatt összeomlott.

## Felbomlása
A támadás kudarca kiélezte az ABC-n belüli ellentéteket. Ráadásul a tanácskormány nyomására az osztrák kormány addig semleges magatartása is ellenségessé vált a csoporttal szemben. A bomlás harmadik tényezője az volt, hogy május 5-én Aradon megalakult Károlyi Gyula ellenkormánya, az Aradi kormány. A bécsi magyar politikusok utolsó közös akciója annak a nyilatkozatnak megszövegezése volt, melyben kijelentették, hogy Károlyi Gyula kormányának megalakulását helyeslik, a kormányt „pártkülönbség nélkül hazafias törekvésében támogatni fogják.”